# Maxence Larrieu
Pour les articles homonymes, voir Larrieu.
Maxence Larrieu est un flûtiste français, né à Marseille le 27 octobre 1934.

## Biographie
Sa mère est professeur de piano au Conservatoire. Il commence à apprendre la flûte très jeune, en 1944, au conservatoire de Marseille avec Joseph Rampal, le père de Jean-Pierre Rampal.
Il obtient un premier Prix de flûte au conservatoire de Paris en 1951 avec Gaston Crunelle et un Premier Prix de musique de chambre à Paris en 1953.
En 1954, il gagne un prix au Concours international de Genève et de Munich.
De 1954 à 1966, il est flûtiste solo à l'Opéra-Comique de Paris.
En 1966, il est professeur à Los Angeles.
Depuis 1966, il partage son temps entre Paris et Genève où il est professeur.
Parallèlement, il commence une brillante carrière de flûtiste solo, jouant dans des festivals et des concerts avec les meilleurs orchestres du monde comme le English Chamber Orchestra, le Zagreb Soloists, et surtout l'orchestre de chambre Jean-François Paillard, avec lequel il a donné plus de cinq cents concerts, et effectué une trentaine d'enregistrements.
Au cours de ses tournées, Maxence Larrieu ira dans le monde entier, Europe, Japon, États-Unis, Australie, Nouvelle-Zélande, etc.